# میشائل ریش
میشائل ریش (آلمانی: Michael Rich؛ زادهٔ ۲۳ سپتامبر ۱۹۶۹) دوچرخه‌سوار سابق اهل آلمان است.
وی در مسابقات بین‌المللی در مجموع برندهٔ ۱ مدال طلا، ۳ مدال نقره و ۱ مدال برنز شده‌است.